# Stephen Brunauer
Stephen Brunauer (12 février 1903 – 6 juillet 1986) était un chercheur et un professeur d'université en chimie américain. Il se consacra principalement à l'étude des surfaces, et est notamment l'un des auteurs de la théorie BET qui la méthode la plus utilisée pour déterminer la surface d'un solide.

## Biographie

### Jeunesse
Stephen Brunauer est né István Brunauer le 12 février 1903 à Budapest en Hongrie. Son père était aveugle et sa mère travaillait comme couturière. Il émigre aux États-Unis en 1921 et étudie au City College of New York puis à l'université Columbia. Il termine major de sa promotion en anglais et en chimie et est diplômé de l'université Columbia en 1925. Il devient citoyen américain cette même année. Il poursuit ses études en chimie et en génie chimique à l'université George Washington, obtenant son master en 1929. Il était un étudiant d'Edward Teller, ce dernier relata plus tard sa confiance en lui lorsqu'il présentait ses théories et qu'il argumentait avec ses professeurs. Lorsqu'il était étudiant, il fut brièvement membre de la Ligue des jeunes communistes des États-Unis. Il décrivit plus tard cette ligue comme « un club social avec des danses et des piqueniques, et de rares participations à des piquets de grève ou à des grèves ».

### Carrière
Il commence à travailler au Fixed Nitrogen Research Laboratory qui dépend du département de l'Agriculture à Washington, D.C. en 1928. Il épouse Esther Delia Caukin (en) en 1931, c'est une experte en relations internationales qui travaille pour l'American Association of University Women puis, à partir de 1944, pour le département d'État des États-Unis. Ils vivent à Washington, D.C., à l'exception d'une année passée à Baltimore pour l’obtention de son doctorat de l'université Johns-Hopkins en 1933. Ils ont un fils en 1934, qui meurt en 1937, et deux filles en 1938 et 1942. Sa thèse de doctorat conduit au développement de la théorie BET en se basant sur les travaux réalisés en collaboration avec Paul H. Emmett et Edward Teller. Il quitte le département de l'Agriculture après l'attaque de Pearl Harbor et rejoint la réserve de la marine américaine. Il y dirige un groupe de recherche sur les explosifs, c'est dans ce cadre qu'il recrute Albert Einstein comme consultant en 1943. Einstein connaissait la famille Brunauer car il avait travaillé avec Esther Brunauer avant la guerre pour trouver des emplois aux États-Unis pour des universitaires allemands.
À la fin de la Seconde Guerre mondiale, il quitte le service actif avec le rang de Commander et devient un employé civil de la Navy en gardant les mêmes responsabilités. Il visite la Hongrie et aide plusieurs scientifiques à émigrer aux États-Unis. Les contacts qu'il noue pendant ce voyage lui seront ensuite reprochés pendant la période du Maccarthysme.
Bien qu'étant un employé du gouvernement, il ne lui est pas possible de travailler avec la Commission de l'énergie atomique des États-Unis car on lui reproche son appartenance passée à la Ligue des jeunes communistes des États-Unis. Malgré cela, il continue à travailler avec succès pour le département de Recherche et Développement de la Navy.
En 1950, dès le début du Maccarthysme, Esther Brunauer fait partie des employées du département d'État dont la loyauté est mise en cause. Les charges contre elles sont cependant annulées par le Sous-comité du Sénat chargé des investigations sur la loyauté des employés du département d'État (en). La Navy annule les autorisations Stephen Brunauer le 10 avril 1951, Le 14 juin, il démissionne. Il indique que la méthode d'investigation laisse les employés suspectés sans défense car ils ne connaissent pas l'identité de ceux qui les accusent, et que la majorité des informations sur laquelle l'accusation est basée sont cachées, il trouve ce processus « couteux, décourageant et angoissant ». Il reconnait son appartenance à la Ligue des jeunes communistes des États-Unis dans les années 1920, mais précise qu'il a été anti-communiste pendant 18 ans. Sa femme doit aussi quitter le Département d'État en 1952, la raison officielle étant son mariage avec Stephen.
Il obtient un travail pour la Portland Cement Association à Chicago. Il y travaille sur la détermination de la porosité des ciments par comparaison des isothermes d'adsorption à l'azote et à l'eau.
Il devient responsable du département de chimie de l'université de Clarkson en 1965, puis le premier directeur de l'Institut des Colloïdes et de la Chimie de Surface de Clarkson. Il y continue à étudier les méthodes de détermination de la surface des poudres et matériaux poreux (gels de silice, ciments, etc.). Il prend sa retraite en 1973, il reste cependant actif et est titulaire d'une chaire de professeur émérite de l'université de Clarkson.
Sa première femme était décédée en 1959, il se remarie en 1961 avec Dalma Hunyadi, professeur à Clarkson d'origine hongroise. Ensemble, ils écrivent un livre sur le poète et dramaturge hongrois Dezső Kosztolányi.
Il meurt le 6 juillet 1986 à Potsdam, New York. L'American Chemical Society le cita comme « l'un des scientifiques les plus respectés de son temps dans le domaine des surfaces ».

## Ouvrages
- S. Brunauer, P.H. Emmett et E. Teller, Adsorption of Gases in Multimolecular Layers, Journal of the American Chemical Society, vol. 60 (1938), 309-19. Cet article expose la théorie BET, il cumule en 2017 près de 16 000 citations selon les bases de données du service Web of Science.
- The Adsorption of Gases and Vapors, vol. 1, Oxford University Press, 1943.
- Einstein in the U.S. Navy, dans Burtron H. Davis et William P. Hettinger Jr., éditeurs, Heterogeneous Catalysis: Selected American Histories, American Chemical Society, 1983.